# Anna Bijnsgebouw
Het Anna Bijnsgebouw is een kantoorgebouw in de Belgische stad Antwerpen. Het gebouw staat aan de Lange Kievitstraat 111-113 en het Kievitplein in de Kievitwijk direct ten zuidoosten van het Station Antwerpen-Centraal. Aan het andere uiteinde van het station ligt de hoofdingang van het station en het Koningin Astridplein. Het gebouw is het Vlaams administratief centrum (VAC) van de Vlaamse overheid in de provincie Antwerpen en heeft 839 werkplekken.
Het gebouw is vernoemd naar de refreindichteres Anna Bijns, conform de traditie administratieve zetels te vernoemen naar verdienstelijke artistieke Vlamingen uit die provincie.

## Geschiedenis
Eind 1999 besliste de Vlaamse Regering dat er in iedere provinciehoofdstad een Vlaams administratief centrum zou komen.
In 2004 werd met de bouw begonnen en kwam in 2006 gereed.
In 2005/2006 werd het gebouw geopend. Het gebouw is het tweede Vlaams administratief centrum dat in gebruik genomen is, na Hasselt.

## Gebouw
Het gebouw is in postmodernisme stijl opgetrokken en heeft een hoogte van ongeveer 58 meter met 17 bovengrondse bouwlagen.
Voor het gebouw staat een kunstwerk uit 2008: Qu'y vit? naar het ontwerp en uitvoering van Joris Michielsen, Rolf Mulder en Dirk Lenaerts.

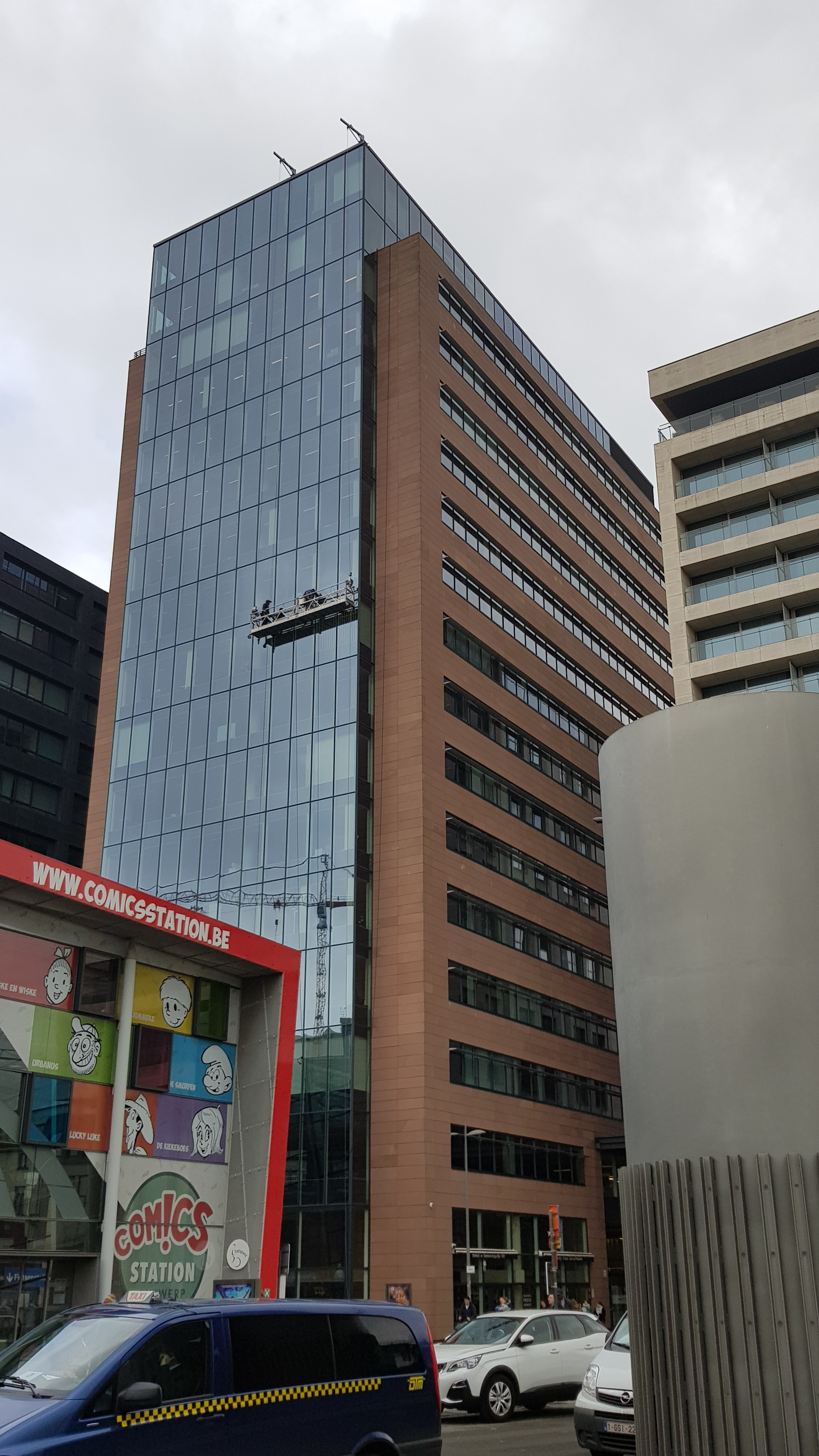
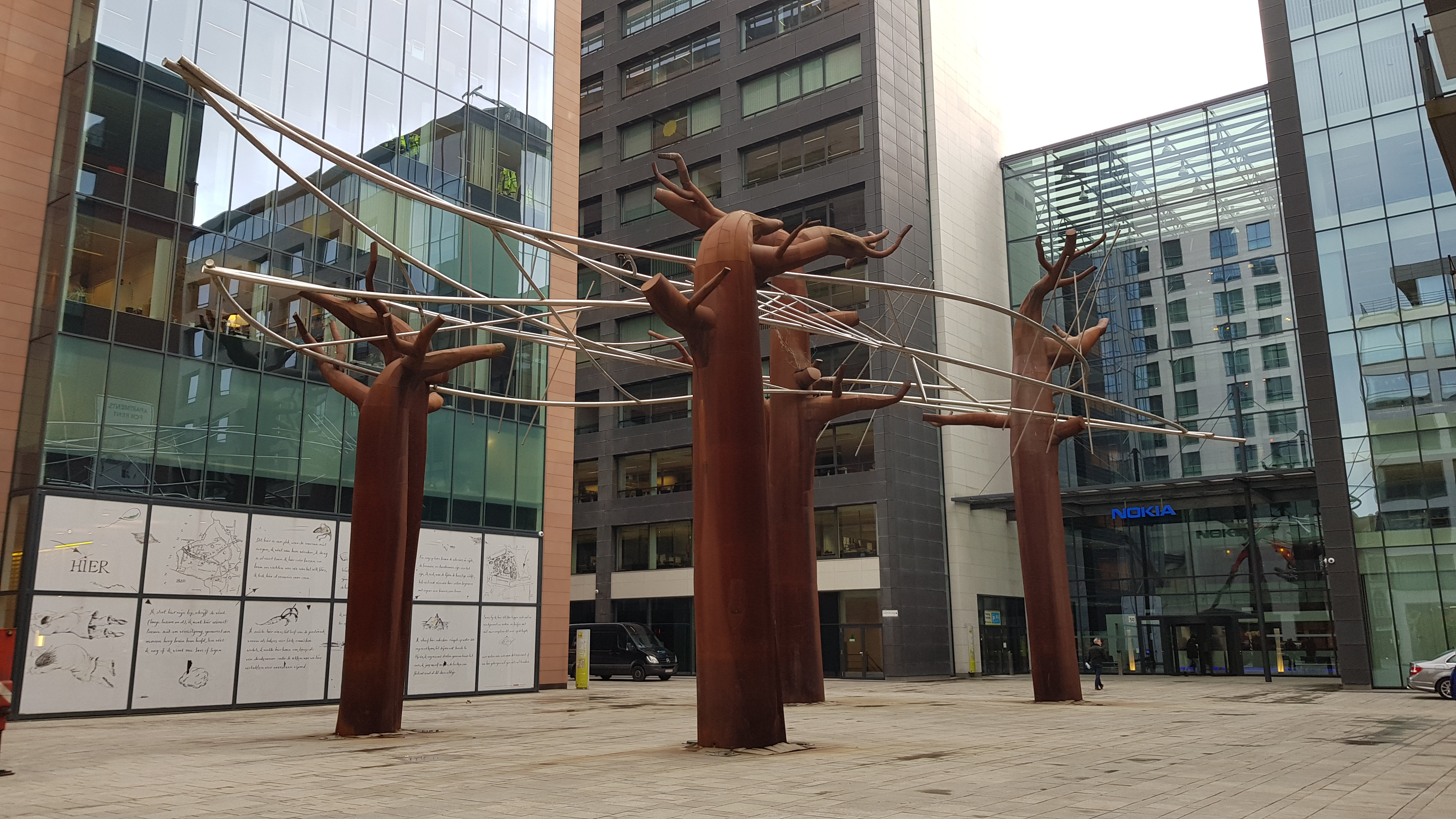

Brussel: Hendrik Consciencegebouw · Herman Teirlinckgebouw · Graaf de Ferrarisgebouw · Marie-Elisabeth Belpairegebouw
Voormalig: Arenberggebouw · Boudewijngebouw · Ellipsgebouw · Phoenixgebouw
Provinciehoofdsteden: Anna Bijnsgebouw (Antwerpen) · Jacob van Maerlantgebouw (Brugge) · Virginie Lovelinggebouw (Gent) · Hendrik van Veldekegebouw (Hasselt) · Dirk Boutsgebouw (Leuven)
Vlaamse Regering: Errerahuis · Martelaarsplein
Vlaams Parlement: Vlaams Parlementsgebouw · Huis van de Vlaamse Volksvertegenwoordigers